# リュックと添い寝ごはん
リュックと添い寝ごはん（リュックとそいねごはん）は、日本の男女混合4人組バンド。2017年結成。所属レコード会社はビクターエンタテインメントで、所属レーベルはSPEEDSTAR RECORDS。略称は「リュクソ」。

## 概要
2017年11月10日、メンバーが高校1年生の時に結成。東京都内を拠点に活動。
2019年、音楽プラットフォームEggsにおいて、「ノーマル」が年間楽曲ランキング1位を獲得。同年ロッキング・オンが主催するのオーディション「RO JACK for ROCK IN JAPAN FESTIVAL 2019」で優勝アーティストに選ばれ、ROCK IN JAPAN FESTIVAL 2019」に出場を果たした。
2020年3月4日、高校在学中に初の全国流通となる1stミニアルバム『青春日記』をタワーレコード限定でリリース。
8月26日に初のワンマンライブ「リュックと添い寝ごはん ワンマンショー in お茶の間」を無観客配信で開催し、SPEEDSTAR RECORDSからのメジャーデビューを発表した。
10月5日、日本テレビ系「スッキリ」内のコーナー「BUZZ-P」にて「気になる名前のアーティスト」として取り上げられた。
12月、音楽サイト「Fanplus Music」が2021年注目するアーティスト15組を選出する「Coming Up Artist 2021」に選ばれる。
2021年2月、アパレルブランド「koé」と1年を通してコラボレーションを実施することが決定。
2022年10月5日に配信SG「Thank you for the Music」を配信リリースすると共に、サポートメンバーGt.ぬんのメンバー正式加入を発表。
バンド名の由来は以下の通り
“卍”っていう言葉があるじゃないですか。“マジ卍”とか（笑）。そういう感じで、高校1年生時、軽音楽部の夏合宿中に私の中で意味もなく“添い寝”という言葉が流行っていて。最終日にバスが発車する時間までに急いてご飯を食べなきゃいけなくて、リュックを背負いながらご飯を食べていたら“リュック”と“添い寝”と“ご飯”って響きがいいなと思って、ふたりに提案しました。だから、深い意味はないんです（笑）。。—宮澤あかり

## メンバー
| 名前       | 担当             | 生年月日               | 備考                                                                    |
| ---------- | ---------------- | ---------------------- | ----------------------------------------------------------------------- |
| 松本ユウ   | ボーカル、ギター | 2001年8月13日（23歳）  | 中学校3年生からギターを始めた。                                         |
| 堂免英敬   | ベース           | 2002年3月1日（23歳）   | 中学校3年生からベースを始めた。                                         |
| 宮澤あかり | ドラムス         | 2001年10月20日（23歳） | 小学5年生からドラムを始めた。「グッバイトレイン」MVでは監督をつとめた。 |
| ぬん       | ギター           | 2000年7月23日（24歳）  | 2019年6月以降サポートギタリストとして参加。2022年10月5日正式加入        |

## ディスコグラフィ

### シングル

#### CDシングル
|     | 発売日         | タイトル     | 規格 | 規格品番 | オリコン | 収録アルバム |
| --- | -------------- | ------------ | ---- | -------- | -------- | ------------ |
| 1st | 2021年11月02日 | 『東京少女』 | CD   | NCS-989  | -        | 『四季』     |

#### 配信限定シングル
|      | 配信日         | タイトル                    | 規格                   | ビルボード | 収録アルバム |
| ---- | -------------- | --------------------------- | ---------------------- | ---------- | ------------ |
| 1st  | 2020年08月19日 | 『生活』                    | デジタル・ダウンロード | -          | 『neo neo』  |
| 2nd  | 2020年10月02日 | 『あたらしい朝』            | デジタル・ダウンロード | -          | 『neo neo』  |
| 3rd  | 2021年07月07日 | 『くだらないまま』          | デジタル・ダウンロード | -          | 『四季』     |
| 4th  | 2021年12月15日 | 『home』                    | デジタル・ダウンロード | -          | 『四季』     |
| 5th  | 2022年02月23日 | 『わたし』                  | デジタル・ダウンロード | -          | 『四季』     |
| 6th  | 2022年07月06日 | 『サマーブルーム』          | デジタル・ダウンロード | -          | 『四季』     |
| 7th  | 2022年09月14日 | 『everyday』                | デジタル・ダウンロード | -          | 『四季』     |
| 8th  | 2022年10月05日 | 『Thank_you_for_the_Music』 | デジタル・ダウンロード | -          | 『四季』     |
| 9th  | 2023年06月14日 | 『反撃的讃歌』              | デジタル・ダウンロード | -          | 『Terminal』 |
| 10th | 2023年07月05日 | 『Be My Baby』              | デジタル・ダウンロード | -          | 『Terminal』 |
| 11th | 2023年11月15日 | 『恋をして』                | デジタル・ダウンロード | -          | 『Terminal』 |
| 12th | 2024年01月10日 | 『天国街道』                | デジタル・ダウンロード | -          | 『Terminal』 |
| 13th | 2024年08月28日 | 『ネットルーザー』          | デジタル・ダウンロード | -          | （未収録）   |
| 14th | 2024年11月27日 | 『タイムマシン』            | デジタル・ダウンロード | -          | （未収録）   |
| 15th | 2025年01月15日 | 『灯火』                    | デジタル・ダウンロード | -          | （未収録）   |
| 16th | 2025年03月05日 | 『満漢全席』                | デジタル・ダウンロード | -          | （未収録）   |

### アルバム

#### オリジナルアルバム
|     | 発売日         | タイトル     | 規格 | 規格品番                    | オリコン |
| --- | -------------- | ------------ | ---- | --------------------------- | -------- |
| 1st | 2020年12月09日 | 『neo neo』  | CD   | VICL-65439（通常盤）        | 45位     |
| 1st | 2020年12月09日 | 『neo neo』  | CD   | VIZL-1825（完全生産限定盤） | 45位     |
| 2nd | 2022年11月09日 | 『四季』     | CD   | VICL-65739                  |          |
| 3rd | 2024年03月20日 | 『Terminal』 | CD   | VICL-65955                  |          |

#### ミニアルバム
|     | 発売日         | タイトル     | 規格 | 規格品番 | オリコン |
| --- | -------------- | ------------ | ---- | -------- | -------- |
| 1st | 2020年03月04日 | 『青春日記』 | CD   | RICE-1   | -        |

## ミュージックビデオ
| 公開日     | 監督                      | 曲名                          | 備考                      |
| ---------- | ------------------------- | ----------------------------- | ------------------------- |
| 2020/01/14 | 川崎龍弥                  | ノーマル                      | リリックビデオ            |
| 2020/02/19 | 川崎龍弥                  | 青春日記                      |                           |
| 2020/03/31 | 宮澤あかり                | グッバイトレイン              | PVのロケ地:神奈川県鎌倉市 |
| 2020/08/19 | VIDEOTAPEMUSIC            | 生活                          |                           |
| 2020/10/02 | VIDEOTAPEMUSIC            | あたらしい朝                  |                           |
| 2020/12/09 | VIDEOTAPEMUSIC            | ほたるのうた                  |                           |
| 2021/11/02 | Kazuki Takahashi          | 東京少女                      |                           |
| 2021/12/15 | 仲原達彦                  | home                          | 出演：河村花              |
| 2022/07/27 | 仲原達彦                  | サマーブルーム                |                           |
| 2022/09/14 | MIYAZAWA Brother & Sister | everyday                      |                           |
| 2022/10/05 | 仲原達彦                  | Thank you for the Music       |                           |
| 2022/11/30 | 仲原達彦                  | Familia [Special Music Video] |                           |
| 2023/06/14 | 深津昌和                  | 反撃的讃歌                    |                           |

## タイアップ
| 曲名          | タイアップ                                                           |
| ------------- | -------------------------------------------------------------------- |
| ほたるのうた  | NIB長崎国際テレビ「AIR」1月度オープニング曲                          |
| 海を越えて    | HELLO FIVE 2021年1月度『MUSIC PICKUP』                               |
| あたらしい朝  | MBC南日本放送ラジオ 1月度推薦曲                                      |
| Be My Baby    | テレビ東京系ドラマ『みなと商事コインランドリー2』エンディングテーマ  |
| 未来予想図    | 大塚製薬 カロリーメイト『受験生応援企画WEBムービー』タイアップソング |
| 天国街道      | AbemaNews『ABEMA Prime』(2024年)2月エンディングテーマ                |
| 反撃的讃歌    | 関西テレビ『春の高校バレー2024』テーマソング                         |
| 反撃的讃歌    | 日本赤十字社「THINK! 献血」CMソング                                  |
| long good-bye | JR東海・JR西日本・JR九州 『スマートEX』CMソング                      |
| 灯火          | 関西テレビ・フジテレビ系ドラマ『未恋〜かくれぼっちたち〜』主題歌     |